# 단백질-지질 상호작용

지질과 외재성 막 단백질의 상호 작용

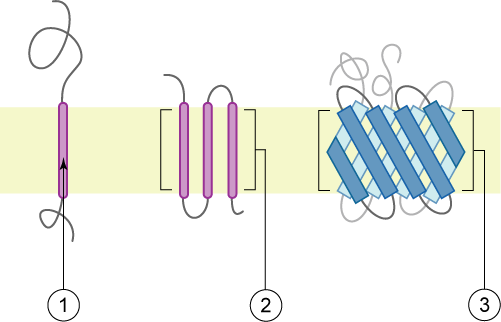
지질과 막관통 단백질의 상호작용

단백질-지질 상호작용(蛋白質脂質相互作用, 영어: protein-lipid interaction)은 막 단백질이 지질의 물리적 상태에 미치는 영향 또는 반대로 지질의 물리적 상태가 막 단백질에 미치는 영향을 지칭한다.
막의 구조와 기능의 이해와 관련된 질문은 다음과 같다. 1) 고유의 막 단백질은 지질에 단단히 결합하는가? (고리형 지질 껍질 참조) 그리고 단백질에 인접한 지질층의 특성은 무엇인가? 2) 막 단백질은 막 지질의 순서나 동역학에 장기적으로 영향을 미치는가? 3) 지질은 막 단백질의 구조 및 기능에 어떤 영향을 미치는가? 4) 지질층의 표면에 결합하는 외재성 막 단백질은 어떻게 지질과 상호작용을 하고 지질의 행동에 영향을 미치는가?

## 지질 이중층 고유 막 단백질에 대한 지질의 결합
대규모의 연구 노력에는 단백질이 특정 지질에 특이적인 결합 부위를 가지고 있는지 여부와 단백질-지질 복합체가 일반적인 효소의 전환에 필요한 시간, 즉 10−3초 정도로 수명이 긴 것으로 간주될 수 있는지 여부를 알기 위한 접근법이 포함된다. 이것은 현재 중수소 핵자기 공명(2H-NMR), 전자 스핀 공명(ESR) 및 형광 방법의 사용을 통해 알려져 있다.
특정 막 단백질에 결합하는 지질의 상대적 친화도를 측정하는 데 사용되는 두 가지 접근법이 있다. 여기에는 관심 있는 단백질을 포함하는 재구성된 인지질 소포에서 지질 유사체의 사용이 포함된다. 1) 스핀 표지된 인지질은 막 단백질에 인접할 때 움직임이 제한된다. 결과는 확장된 전자 스핀 공명 스펙트럼의 구성 요소이다. 실험 스펙트럼은 두 가지 구성 요소, 즉 날카로운 스펙트럼을 가진 "벌크" 지질 단계에서 빠르게 텀블링하는 종 및 단백질에 인접한 운동이 제한된 구성 요소의 합으로 분석할 수 있다. 막 단백질의 변성은 전자 스핀 공명 스핀 라벨 스펙트럼을 더 넓히고 단백질-막 지질 상호작용에 더 많은 빛을 비추게 한다. 2) 스핀 표지 및 브로민화 지질 유도체는 막 단백질의 본질적인 트립토판 형광을 소멸시킬 수 있다. 소멸 효율은 지질 유도체와 형광 트립토판 사이의 거리에 따라 달라진다.

## 측면 막 단백질의 존재로 인한 지질 이중층의 섭동
중수소화된 인지질을 사용하는 대부분의 2H-NMR 실험은 단백질의 존재가 지질 이중층에서 지질의 순서 매개변수 또는 이완 시간으로 측정된 지질 동역학에 거의 영향을 미치지 않는다는 것을 보여준다. 핵자기 공명(NMR) 실험을 통해 얻은 전반적인 견해는 다음과 같다. 1) 경계 지질과 유리 지질 사이의 교환율이 빠르다(10−7 초). 2) 결합된 지질의 순서 매개변수는 단백질에 인접하여 거의 영향을 받지 않는다. 3) 아실 사슬 재배향의 동역학은 10−9 초의 진동수 범위에서 약간만 느려진다. 4) 극성 머리 부분의 배향과 동역학은 막관통 단백질에 인접함으로써 어떠한 실질적인 방식으로도 유사하게 영향을 받지 않는다. 13C-NMR 스펙트럼은 또한 생체막의 특정 단백질-지질 상호작용에 대한 정보를 제공한다.
지질 이중층 내의 복굴절 또는 순서를 측정하는 이중 편광 간섭법과 같은 비표지 광학 방법을 사용한 최근 결과는 펩타이드와 단백질 상호작용이 지질 이중층 순서에 어떻게 영향을 미칠 수 있는지를 보여주기 위해 사용되었으며, 특히 지질 이중층에 대한 실시간 연관성과 펩타이드가 지질 이중층 순서를 침투하고 방해한 후 중요한 펩타이드 농도를 보여준다.

## 막 단백질의 골격 및 고체 사슬 역학
고체 핵자기 공명 기술은 막 단백질 내의 개별 아미노산 잔기의 동역학에 대한 자세한 정보를 얻을 수 있는 잠재력을 지니고 있다. 그러나 이 기술은 많은 양(100~200 mg)의 동위원소 표지 단백질을 필요로 할 수 있으며 분광 할당이 가능한 작은 단백질에 적용할 때 가장 유익하다.

## 지질 이중층에 대한 외재성 막 단백질의 결합
많은 외재성 막 단백질은 주로 내재성 막 단백질과의 상호작용을 통해 막에 결합한다. 그러나 지질 이중층의 표면과 직접적으로 상호작용하는 다양한 단백질 그룹이 있다. 미엘린 염기성 단백질 및 스펙트린과 같은 일부 단백질은 주로 구조적인 역할을 한다. 많은 수용성 단백질들이 일시적으로 또는 특정 조건에서 지질 이중층 표면에 결합할 수 있다.
일반적으로 단백질의 소수성 영역을 노출시키는 잘못 접힘 과정은 예를 들어 신경퇴행성 질환, 신경 스트레스 및 세포사멸 동안 지질막에 대한 결합 및 후속 응집과 관련이 있다.

## 같이 보기
- 고리형 지질 껍질
- 콜로디온 백
- 지질
- 단백질-단백질 상호작용

## 더 읽을거리
- Robert B. Gennis. "Biomembranes, Molecular structure and function". Springer Verlag, New York, 1989.
- H L Scott, Jr & T J Coe. "A theoretical study of lipid-protein interactions in bilayers". Biophys J. 1983 June; 42(3): 219–224.